# モーガン・エンスバーグ
モーガン・ポール・エンスバーグ（Morgan Paul Ensberg, 1975年8月26日 - ）は、アメリカ合衆国カリフォルニア州ロサンゼルス郡ハモサビーチ出身の元プロ野球選手（三塁手）。右投右打。

## 経歴

### プロ入り前
1994年のMLBドラフト61巡目（全体1534位）でシアトル・マリナーズから指名されるが、入団契約を交わさずに南カリフォルニア大学へ進学した。

### 現役時代

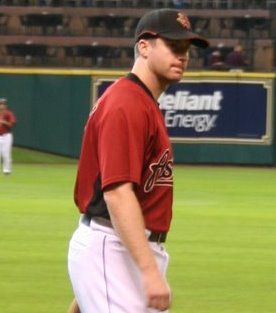
ヒューストン・アストロズでの現役時代

1998年のMLBドラフト9巡目（全体272位）でヒューストン・アストロズから指名されプロ入り。ちなみに後にチームメイトになるジェイソン・レーンとは、南カリフォルニア大学時代にもチームメイトだった。2000年9月にメジャーデビューを果たす。翌2001年はメジャーでの出場がなかったが、2002年には49試合に出場、2003年には三塁のレギュラーに定着した。
2005年は、前年オフにカルロス・ベルトランやジェフ・ケントがFA移籍し、主砲ジェフ・バグウェルとランス・バークマンが故障で長期欠場を強いられていったため、この年のアストロズはナショナルリーグ11位の693得点と得点力不足に泣かされていた。開幕当初の33試合で4本塁打と低調だったものの、5月11日のサンフランシスコ・ジャイアンツ戦で1試合3本塁打を放ち、そこからコンスタントに打ち続けた。オールスターの時点で24本塁打を放ち、攻守でチームを牽引。9月に右手に死球を受けた影響で、終盤戦は調子が下がったものの、シーズントータルでは自己最多の36本塁打、101打点を記録しシルバースラッガー賞を受賞。その活躍ぶりが評価され、同年のオールスターにも初めて選出され、MVP投票でも4位になった。また、この年の36本塁打&101打点は、球団の三塁手記録となった。ちなみに、この年、1試合（2イニング）だけメジャー昇格後初となる遊撃手としてプレーした。そして、同年オフに1年380万ドルで契約延長。
2006年は、5月終了時点で17本塁打、36打点、40四球を選び、4割近い出塁率をキープする順調な滑り出しを見せた。しかし、6月に三塁守備の際に右肩を負傷してから打撃不振に陥り、7月には状態が悪化したために約3週間ほどDL入りを余儀なくされた。復帰後も復調せず、4本塁打、14打点と低調だったため、戦線離脱中にタンパベイ・デビルレイズからトレードで加入し、三塁手として穴を埋めていたオーブリー・ハフや内野のユーティリティのマイク・ラムと併用されるようになった。結局、2年連続20本塁打以上となる23本塁打を放ち、出塁率.396と高い数字を残したものの、打率は.235と前年から約5分下がり、打点は58と前年から半減した。
2007年も開幕から大不振で、打率自体はそれほど変わらなかったものの、長打が減り、四球も大幅に減ったため、出塁率も大幅に下がった。そのため、アストロズは同年7月28日、同じく不振だったダン・ウィーラーとのトレードで、三塁手のタイ・ウィギントンを獲得。このため、ポジションを追われる形となり、わずか3日後の同年7月31日にサンディエゴ・パドレスへトレード移籍。移籍後、最初のホーム6試合で3本塁打を放ち、復調したかに思われたが、結局、若手のケビン・クーズマノフに追いやられる形となり、シーズン終盤は代打としてプレーした。また、パドレス移籍後、メジャーに昇格して初めて一塁手としてプレーした。
2008年1月31日にニューヨーク・ヤンキースとマイナー契約。その際、1990年代後半の黄金期を支えたポール・オニールが背負い、引退後は半ば永久欠扱いとなっていた番背番号「21」を打診されたがこれを断って「11」を付けた。開幕メジャー入りを果たしたが、打率.203、1本塁打、4打点と結果を残せず、6月1日に戦力外となった。
2009年2月9日にタンパベイ・レイズとマイナー契約を結んだ。しかし、開幕前に自由契約となり、引退した。

### 引退後
2013年には、古巣アストロズの傘下のA+級ランカスター・ジェットホークスの育成コーチに就任した。
2014年からは、アストロズの特別補佐コーチに就任した。
2019年にレイズ傘下AA級モンゴメリー・ビスケッツの監督に就任し、2023年まで務めた。
2024年からはレイズ傘下AAA級ダーラム・ブルズの監督を務める。

## 選手としての特徴
打撃面は選球眼のよさとパンチ力が持ち味。
ポジションは三塁手で、他に一塁手、遊撃手としてのプレー経験がある。

## 詳細情報

### 年度別打撃成績
| 年 度    | 球 団    | 試 合 | 打 席 | 打 数 | 得 点 | 安 打 | 二 塁 打 | 三 塁 打 | 本 塁 打 | 塁 打 | 打 点 | 盗 塁 | 盗 塁 死 | 犠 打 | 犠 飛 | 四 球 | 敬 遠 | 死 球 | 三 振 | 併 殺 打 | 打 率 | 出 塁 率 | 長 打 率 | O P S |
| -------- | -------- | ----- | ----- | ----- | ----- | ----- | -------- | -------- | -------- | ----- | ----- | ----- | -------- | ----- | ----- | ----- | ----- | ----- | ----- | -------- | ----- | -------- | -------- | ----- |
| 2000     | HOU      | 4     | 7     | 7     | 0     | 2     | 0        | 0        | 0        | 2     | 0     | 0     | 0        | 0     | 0     | 0     | 0     | 0     | 1     | 0        | .286  | .286     | .286     | .572  |
| 2002     | HOU      | 49    | 153   | 132   | 14    | 32    | 7        | 2        | 3        | 52    | 19    | 2     | 0        | 0     | 0     | 18    | 0     | 3     | 25    | 8        | .242  | .346     | .394     | .740  |
| 2003     | HOU      | 127   | 441   | 385   | 69    | 112   | 15       | 1        | 25       | 204   | 60    | 7     | 2        | 1     | 1     | 48    | 1     | 6     | 60    | 10       | .291  | .377     | .530     | .907  |
| 2004     | HOU      | 131   | 456   | 411   | 51    | 113   | 20       | 3        | 10       | 169   | 66    | 6     | 4        | 5     | 4     | 36    | 1     | 0     | 46    | 17       | .275  | .330     | .411     | .741  |
| 2005     | HOU      | 150   | 624   | 526   | 86    | 149   | 30       | 3        | 36       | 293   | 101   | 6     | 7        | 0     | 5     | 85    | 9     | 8     | 119   | 12       | .283  | .388     | .557     | .945  |
| 2006     | HOU      | 127   | 495   | 387   | 67    | 91    | 17       | 1        | 23       | 179   | 58    | 1     | 4        | 0     | 3     | 101   | 7     | 4     | 96    | 3        | .235  | .396     | .463     | .859  |
| 2007     | HOU      | 85    | 259   | 224   | 36    | 52    | 10       | 0        | 8        | 86    | 31    | 0     | 1        | 2     | 2     | 31    | 0     | 0     | 48    | 6        | .232  | .323     | .384     | .707  |
| 2007     | SD       | 30    | 65    | 58    | 11    | 13    | 3        | 0        | 4        | 28    | 8     | 0     | 0        | 0     | 0     | 7     | 0     | 0     | 19    | 1        | .224  | .308     | .483     | .791  |
| '07計    | SD       | 115   | 324   | 282   | 47    | 65    | 13       | 0        | 12       | 114   | 39    | 0     | 1        | 2     | 2     | 38    | 0     | 0     | 67    | 7        | .230  | .320     | .404     | .724  |
| 2008     | NYY      | 28    | 80    | 74    | 6     | 15    | 0        | 0        | 1        | 18    | 4     | 0     | 1        | 0     | 0     | 6     | 0     | 0     | 22    | 1        | .203  | .263     | .243     | .506  |
| MLB：8年 | MLB：8年 | 731   | 2580  | 2204  | 340   | 579   | 102      | 10       | 110      | 1031  | 347   | 22    | 19       | 8     | 15    | 332   | 18    | 21    | 436   | 58       | .263  | .362     | .468     | .830  |

### 表彰
- シルバースラッガー賞： 1回（2005年）

### 記録
- MLBオールスターゲーム選出： 1回（2005年）

### 背番号
- 2（2000年、2007年途中 - 同年終了）
- 14（2002年 - 2007年途中）
- 11（2008年）